# CONCACAF U-15-Meisterschaft der Frauen
Die CONCACAF U-15-Meisterschaft der Frauen (engl. CONCACAF Girls' Under-15 Championship) ist ein Fußballwettbewerb zwischen den besten Mannschaften Nord- und Mittelamerikas sowie der Karibik für Fußballspielerinnen unter 15 Jahren. Das Turnier fand erstmals 2014 auf den Kaimaninseln statt.
Rekordsieger sind die USA mit drei Titeln. Oft spielt eine Gastnation mit, so kam zum Beispiel 2018 Portugal ins Halbfinale.

## Die Turniere im Überblick
| Jahr         | Gastgeber                                           | Finale                                              | Finale                                              | Finale                                              | Spiel um Platz drei                                 | Spiel um Platz drei                                 | Spiel um Platz drei                                 |
| Jahr         | Gastgeber                                           | Sieger                                              | Ergebnis                                            | Zweiter Platz                                       | Dritter Platz                                       | Ergebnis                                            | Vierter Platz                                       |
| ------------ | --------------------------------------------------- | --------------------------------------------------- | --------------------------------------------------- | --------------------------------------------------- | --------------------------------------------------- | --------------------------------------------------- | --------------------------------------------------- |
| 2014 Details | Kaimaninseln                                        | Kanada                                              | 1:1 n. V. 4:1 i. E.                                 | Haiti                                               | Trinidad & Tobago                                   | 5:2                                                 | Honduras                                            |
| 2016 Details | USA                                                 | USA                                                 | 2:0                                                 | Kanada                                              | Mexiko                                              | 5:1                                                 | Costa Rica                                          |
| 2018 Details | USA                                                 | USA                                                 | 3:0                                                 | Mexiko                                              | \| Portugal \| Costa Rica \|                        | \| Portugal \| Costa Rica \|                        | \| Portugal \| Costa Rica \|                        |
| 2020 Details | Aufgrund der "COVID-19-Pandemie" nicht ausgespielt. | Aufgrund der "COVID-19-Pandemie" nicht ausgespielt. | Aufgrund der "COVID-19-Pandemie" nicht ausgespielt. | Aufgrund der "COVID-19-Pandemie" nicht ausgespielt. | Aufgrund der "COVID-19-Pandemie" nicht ausgespielt. | Aufgrund der "COVID-19-Pandemie" nicht ausgespielt. | Aufgrund der "COVID-19-Pandemie" nicht ausgespielt. |
| 2022 Details | USA                                                 | USA                                                 | 4:1                                                 | Kanada                                              | Mexiko                                              | 5:0                                                 | Dominikanische Republik                             |
| 2024 Details | Costa Rica                                          | USA                                                 | 3:0                                                 | Mexiko                                              | Kanada                                              | 2:1                                                 | Costa Rica                                          |
| Portugal     | Costa Rica                                          |                                                     |                                                     |                                                     |                                                     |                                                     |                                                     |

### Rangliste der Sieger
| Rang | Land   | Titel | Jahr(e)                |
| ---- | ------ | ----- | ---------------------- |
| 1    | USA    | 4     | 2016, 2018, 2022, 2024 |
| 2    | Kanada | 1     | 2014                   |